# René Montero
René Montero Rosales (* 23. November 1979 in Santiago de Cuba) ist ein ehemaliger kubanischer Ringer. Er wurde 2002 Weltmeister im freien Stil im Bantamgewicht.

## Werdegang
René Montero begann als Jugendlicher im Jahre 1992 mit dem Ringen. Er konzentrierte sich dabei auf den freien Stil. Er war Angehöriger des Sportclubs CEAR Havanna und wurde hauptsächlich von Filiberto Delgado trainiert. Bei einer Größe von 1,65 Metern startete er zuerst im Fliegengewicht und dann im Bantamgewicht.
Bei seinem ersten Start bei einer internationalen Meisterschaft im Jahre 1999 wurde er in Sydney gleich Junioren-Weltmeister im Fliegengewicht vor dem Bulgaren Saphet Pherad und dem Kasachen Abil Ibragimow. Seinen ersten Start bei einer internationalen Meisterschaft bei den Senioren absolvierte er im Jahre 2002 bei der Weltmeisterschaft in Teheran und auch da siegte er und wurde Weltmeister im Bantamgewicht. Auf dem Weg zu diesem Erfolg besiegte er Babak Noursad aus dem Iran, Wassili Zeiher, Deutschland, Martin Berberjan, Armenien, Oleksandr Sacharuk, Ukraine und Namig Abdullajew, Aserbaidschan.
2003 unterlag Rene Montero im Finale der Panamerikanischen Spiele in Santo Domingo, Dominikanische Republik gegen Stephen Abas aus den Vereinigten Staaten und belegte damit vor Michail Japaridse aus Kanada den 2. Platz. Bei der Weltmeisterschaft 2003 konnte er verletzungsbedingt nicht antreten.
2004 siegte er in Bratislava in einem Olympia-Qualifikations-Turnier vor Herman Kontojew, Russland, Martin Berberjan und Namig Abdullajew. Im April 2004 wurde er in Guatemala-Stadt auch noch panamerikanischer Meister vor Tom Clum, Vereinigte Staaten und Fernando Iglesias, Argentinien. Bei den Olympischen Spielen 2004 in Athen siegte er im Bantamgewicht zunächst über Ghenadie Tulbea aus Moldawien, verlor aber in seinem zweiten Kampf knapp gegen Stephan Abas (1:2 Runden, 3:4 Punkte). Er schied damit aus und kam nur auf den 13. Platz. Nach dem heute gültigen Reglement hätte er, weil Abas die Silbermedaille gewann, in der Trostrunde weiterringen können und hätte so noch eine Chance auf eine olympische Medaille gehabt.
2005 nahm er an der Weltmeisterschaft in Budapest teil. Er besiegte dort in seinem ersten Kampf Gotcha Kirkitadse aus Georgien, verlor dann aber wieder äußerst knapp gegen Tomohiro Matsunaga aus Japan (1:2 Runden, 8:7 Punkte). Da Matsunaga bei geändertem Reglement das Finale nicht erreichte, schied er aus und kam nur auf den 12. Platz.
Im Jahre 2006 siegte René Montero bei den Zentralamerika- und Karibikspielen in Cartagena/Kolumbien. Er wurde in diesem Jahr auch noch einmal bei der Weltmeisterschaft in Guangzhou eingesetzt, verlor dort im Bantamgewicht aber gegen Samuel Henson aus den Vereinigten Staaten und belegte in der Endabrechnung nur den 19. Platz.
Danach wurde er bei internationalen Meisterschaften vom kubanischen Ringerverband nicht mehr eingesetzt.

## Internationale Erfolge
| Jahr | Platz | Wettbewerb                                               | Gewichtsklasse | Ergebnisse |
| 1998 | 3.    | Cerro-Pelado-Internationale in Sancti Spíritus/Kuba      | Fliegen        | hinter Wilfredo García, Kuba und John Eric Akin, USA |
| 1999 | 1.    | Junioren-WM in Sydney                                    | Fliegen        | vor Saphet Pherad, Bulgarien, Abil Ibragimow, Kasachstan und Geovany Mora Escalante, Mexiko                                                                    |
| 2000 | 3.    | Dave-Schultz-Memorial in Colorado Springs                | Fliegen        | hinter Stephen Abas, USA und Wilfredo García, Kuba |
| 2002 | 1.    | WM in Teheran                                            | Bantam         | nach Siegen über Babak Noursad, Iran, Wassili Zeiher, Deutschland, Martin Berberjan, Armenien, Oleksandr Sacharuk, Ukraine und Namig Abdullajew, Aserbaidschan |
| 2003 | 3.    | Dave-Schultz-Memorial in Colorado Springs                | Bantam         | hinter Samuel Henson, USA und Chikara Tanabe, Japan |
| 2003 | 2.    | Panamerikanische Spiele in Santo Domingo/Dom. Rep.       | Bantam         | hinter Stephen Abas, vor Michail Japaridse, Kanada |
| 2004 | 1.    | Olympia-Qualif.-Turnier in Bratislava                    | Bantam         | vor Herman Kontojew, Russland, Martin Berberjan und Namig Abdullajew                                                                                           |
| 2004 | 2.    | Weltcup in Baku                                          | Bantam         | hinter Michail Japaridse, vor Namig Abdullajew und Jargal Daundupow, Russland                                                                                  |
| 2004 | 1.    | Panamerikanische Meisterschaft in Guatemala-Stadt        | Bantam         | vor Tom Clum, USA und Fernando Iglesias, Argentinien |
| 2004 | 13.   | OS in Athen                                              | Bantam         | nach einem Sieg über Ghenadie Tulbea, Moldawien und einer Niederlage gegen Stephen Abas                                                                        |
| 2005 | 12.   | WM in Budapest                                           | Bantam         | nach einem Sieg über Gotcha Kirkitadse, Georgien und einer Niederlage gegen Tomohiro Matsunaga, Japan                                                          |
| 2006 | 1.    | Weltcup in Sari/Iran                                     | Bantam         | vor Bessik Kuduchow, Russland und Taghi Dadashi, Iran |
| 2006 | 1.    | Zentralamerika- und Karibikspiele in Cartagena/Kolumbien | Bantam         | vor Fredy Serrano, Kolumbien und Luis Portillo Meija, El Salvador                                                                                              |
| 2006 | 19.   | WM in Guangzhou                                          | Bantam         | nach einer Niederlage gegen Samuel Henson |

## Erläuterungen
- alle Wettbewerbe im freien Stil
- OS = Olympische Spiele, WM = Weltmeisterschaft
- Fliegengewicht, bis 2001 bis 52 kg, Bantamgewicht, seit 2002 bis 55 kg Körpergewicht